# 工布乌头
工布乌头（学名：Aconitum kongboense）为毛茛科乌头属下的一个种。

## 扩展阅读
- 維基物種上的相關：工布乌头